# Artimpaza fortunata
Artimpaza fortunata är en skalbaggsart som beskrevs av Holzschuh 2006. Artimpaza fortunata ingår i släktet Artimpaza och familjen långhorningar.
Artens utbredningsområde är Laos. Inga underarter finns listade.